# Ruthie Tompson
Ruthie Thompson (Portland, 22 luglio 1910 – Woodland Hills, 10 ottobre 2021) è stata un'artista statunitense, principalmente conosciuta per il suo lavoro presso la Walt Disney Productions.

## Biografia
Ruthie Tompson nacque il 22 luglio 1910 a Portland, nel Maine. Crebbe a Boston, Massachusetts, trasferendosi successivamente con la famiglia a Oakland, in California, nel novembre 1918. Nel 1924, i suoi genitori divorziarono e sua madre, Arlene, si risposò con l'artista John Roberts. La famiglia si trasferì a Los Angeles e visse nello stesso isolato di Robert Disney, zio di Walt Disney. Gli uffici della The Walt Disney Company, al tempo conosciuta come la Disney Brothers Cartoon Studio, non erano lontani dalla casa di Tompson: erano sulla strada tra la sua abitazione e la scuola che frequentava. Fu invitata ad entrare nell'ufficio dopo essere stata notata a guardare il loro lavoro dall'esterno, attraverso una finestra. Visitò successivamente spesso l'ufficio e finì per apparire nella serie Alice Comedies.
All'età di 18 anni, iniziò a lavorare presso l'Accademia di Equitazione di Dubrock, dove Roy e Walt Disney spesso giocavano a polo. Walt Disney si ricordò della giovane Tompson e le offrì un lavoro come inchiostratrice e designer di scena, facendola partecipare alla produzione di Biancaneve e i sette nani.
Non molto tempo dopo essere stata assunta, fu promossa alla posizione di controllo finale, dove revisionava rodovetri prima che fossero fotografati su pellicola. Nel 1948 fu promossa a controllore dell'animazione e designer di scena. Fu una delle prime tre donne ammesse alla Photographers International Union, Local 659 della IATSE (International Alliance of Theatrical Stage Employees).
Si ritirò nel 1975 dopo aver lavorato per la Walt Disney Company per quasi 40 anni , tuttavia prese poi servizio in un canale televisivo in-house presso il Motion Picture & Television Fund (MPTF) Country House.
È morta nel sonno il 10 ottobre 2021, all'età di 111 anni, nella sua casa di Woodland Hills. Era il membro più anziano dell'associazione Women in Animation.

## Premi
- Disney Legends, 2000